# Hylaeus innocens
Hylaeus innocens is een vliesvleugelig insect uit de familie Colletidae. De wetenschappelijke naam van de soort is voor het eerst geldig gepubliceerd in 1898 door Cameron.